# Bird Island
Bird Island é uma cidade localizada no estado americano de Minnesota, no Condado de Renville.

## Demografia
Segundo o censo americano de 2000, a sua população era de 1195 habitantes.

## Geografia
De acordo com o United States Census Bureau tem uma área de 
4,0 km², dos quais 4,0 km² cobertos por terra e 0,0 km² cobertos por água.

## Localidades na vizinhança
O diagrama seguinte representa as localidades num raio de 24 km ao redor de Bird Island. 